# Higanjima, l'île des vampires
Higanjima, l'île des vampires (彼岸島, Higanjima) est un manga de Kōji Matsumoto. Il a été prépublié entre 2002 et 2010 dans le magazine Young Magazine et a été compilé en un total de 33 volumes. La deuxième série intitulée Higanjima Saigo no 47-Hiai (彼岸島　最後の４７日間) a été prépubliée entre août 2010 et juillet 2014 dans le même magazine et a été compilé en un total de 16 volumes. La troisième série intitulée Higanjima 48 Nichigo (彼岸島 48日後…) est prépubliée depuis août 2014. La version française de la première série est publiée par Soleil Manga. 
Une adaptation en film live intitulée Higanjima: Escape from Vampire Island est sorti dans les salles japonaises le 9 janvier 2010, et un drama a été diffusée entre octobre et décembre 2013 sur MBS. Une seconde saison et un second film sont prévus pour 2016.

## Synopsis
Haki, lycéen dont le frère a disparu mystérieusement, est contacté par une étrange jeune femme, Rei Aoyama, qui cherche à l'attirer dans un village peuplé de vampires, sur l'île d'Higanjima.

## Personnages
Aki Miyamoto (宮本 明)Jeune lycéen rêvant de devenir romancier, qui va partir pour Higanjima dans l'espoir d'y retrouver son frère aîné, Atsushi.
Atsushi Miyamoto (宮本 篤)Il se rend sur Higanjima pour se présenter aux parents de sa fiancée, Kyoko, et déclenche toute l'histoire en libérant Miyabi. Il jure de se venger de celui-ci et parvient à survivre sur l'île avec l'aide du Maître. Mais il est contaminé par Miyabi et changé en vampire en tentant de protéger son frère.
Le capitaine Ichiro IgarashiC'est lui qui a rendu Miyabi immortel, au cours de ses recherches pour créer un surhomme pendant la seconde Guerre mondiale. Changé en vampire, il hante les ruines de son ancien laboratoire.
« Kato » (加藤)Lycéen combinard, un peu trouillard mais sympathique. Il accompagne Aki sur l'île.
KenGuitariste fan de Jimi Hendrix, c'est le chef de la bande de lycéens formé par Aki, Nishiyama, « Kato », Pon et Yuki. Il les accompagne sur l'île.
KyokoFiancée d'Atsushi, elle est violée et tuée par Miyabi peu après la libération de celui-ci.
Le MaîtreLe bonze de Higanjima. D'une stature gigantesque, c'est le mentor d'Aki et d'Atsushi. Son visage est toujours recouvert d'un masque de théâtre Nô. Malgré son corps puissant naturellement prédisposé à la violence, le Maître a un cœur compatissant, c'est pourquoi il pleure en tuant ses concitoyens devenus vampires, à l'instar du Crying Freeman.
MiyabiLe maître des vampires. Une manipulation biologique pendant la seconde Guerre Mondiale l'a rendu immortel et a conféré à son sang la faculté de changer les gens en vampires. Il est sanguinaire et psychopathe.
Nishiyama (西山 正一)Lycéen ami d'Aki, qu'il accompagne sur l'île.
Pon (ポン)Le lycéen le plus faible de la bande. Peu après son arrivée dans l'île, il est changé en monstre par Miyabi et tué, à sa demande, par Aki.
Rei AoyamaC'est elle qui attire la bande d'Aki sur l'île. Elle semble donc jouer le rôle d'une rabatteuse pour les vampires, mais elle est en fait la fille du Maître et elle a aidé Atsushi, dont elle était amoureuse, à enquêter sur Miyabi.
Yuki (ユキ)Lycéenne dont Aki et Nishiyama sont amoureux, mais qui est avec Ken. Elle les accompagne sur l'île.

## Manga
La série Higanjima a été publiée entre 2002 et 2010 dans le magazine Young Magazine. Le premier volume relié est commercialisé par Kōdansha le 4 avril 2003 et le 33e le 6 décembre 2010. Le dernier arc de la série, renommée pour l'occasion Higanjima Saigo no 47-Hiai, est publiée entre le 2 août 2010 et le 28 juillet 2014 dans le même magazine,. Le premier volume relié est publié le 6 janvier 2011.
Une nouvelle série intitulée Higanjima 48 Nichigo débute le 18 août 2014 dans le même magazine.
La version française de la première série est éditée par Soleil Manga depuis juin 2005. À partir de 2014, l'éditeur publie la fin de la série au format double.

## Adaptations live
Une adaptation en film live réalisée par Kim Tae-gyun a été annoncée en juillet 2008. Le film a été diffusé en avant-première le 9 octobre 2009 lors du 14e Festival international du film de Pusan, et est sorti au Japon le 9 janvier 2010. Hideo Ishiguro interprète le rôle d'Akira. En France, le film est sorti le 12 octobre 2012 sous le titre Vampire Island.
Une adaptation en drama de la suite Higanjima Saigo no 47 Nichikan a été annoncée en août 2013. Il a été diffusé sur TBS et MBS du 24 octobre et 26 décembre 2013 et comporte dix épisodes. Une seconde saison a été annoncée en août 2014. Celle-ci est prévue pour 2016, tout comme le second film live.

## Produits dérivés
Un drama CD est sorti avec l'édition limitée du tome 30 le 6 janvier 2010. Un one shot intitulé Haganjima: Aniki hen (彼岸島　兄貴編) est sorti le 6 janvier 2011.